# Кондаков, Евгений Епифанович
Евге́ний Епифа́нович Кондако́в (1929 — 6 декабря 2014, Москва, Российская Федерация) — советский военачальник, начальник 10-го Главного управления Генерального штаба Вооруженных Сил СССР (1985—1989), генерал-полковник в отставке.

## Биография
Являлся первым заместителем начальника Главного организационно-мобилизационного управления Генерального штаба Вооруженных сил СССР.
В 1985—1989 гг. — начальник 10-го Главного управления Генерального штаба Вооруженных сил СССР.
Был награждён многими орденами и медалями, в том числе иностранных государств.
С 1989 г. — в отставке.
Избирался депутатом Верховного Совета Дагестанской АССР.